# ایسی، ماساللی
ایسی (به ترکی آذربایجانی: isi) یک روستا در جمهوری آذربایجان است که در شهرستان ماساللی واقع شده‌است. ایسی ۱۸۶ نفر جمعیت دارد.